# Luigi Berlinguer
Luigi Berlinguer (pronuncia Berlinguèr; Sassari, 25 luglio 1932 – Siena, 1º novembre 2023) è stato un giurista e politico italiano.
Fu docente all'Università degli Studi di Siena dal 1985 al 1993, ministro della pubblica istruzione dal 1996 al 2000 e dell'università e della ricerca scientifica e tecnologica dal 1996 al 1998.

## Biografia
Era fratello di Sergio, nonché nipote di Mario, e quindi cugino di Enrico Berlinguer, storico leader del PCI, e di Giovanni Berlinguer; era quindi imparentato anche con Francesco Cossiga, Antonio e Mario Segni.
Dopo aver compiuto gli studi al liceo classico Domenico Alberto Azuni, nel 1955 si laureò in giurisprudenza.

### Inizi in politica

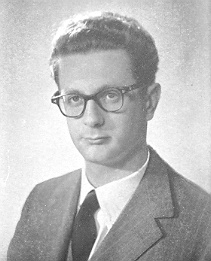
Luigi Berlinguer eletto per la prima volta alla Camera dei deputati nel 1963

Iscritto alla Federazione Giovanile Comunista Italiana della Sardegna, ne divenne segretario provinciale di Sassari e regionale. Nel 1952 divenne membro della direzione nazionale del partito.
Fu consigliere comunale di Sennori dal 1956 al 1960, e sindaco dello stesso comune dal 1960 al 1964. Consigliere provinciale nelle liste del Partito Comunista Italiano dal 1956, fu deputato del PCI per la Sardegna nella IV legislatura (1963-1968), ove fu membro della Commissione Affari costituzionali della Camera, impegnato in modo particolare sui temi della riforma della scuola e dell'università.

### Attività accademica
A Sassari, dove ricopriva temporaneamente anche gli incarichi di esegesi delle fonti del diritto italiano e di storia delle istituzioni politiche, fu eletto preside della facoltà di giurisprudenza (1972) e contribuì alla costruzione del nuovo corso di studi in scienze politiche, nato come corso di laurea della facoltà giuridica. Nel 1973 fu chiamato a Siena (facoltà di giurisprudenza, cattedra di esegesi delle fonti del diritto italiano, poi dal 1988 di storia del diritto italiano), dove i suoi interessi si concentrarono ulteriormente verso la storia del diritto moderno, in particolare commerciale, penale e delle codificazioni. A Siena fu anche membro della Deputazione amministratrice del Monte dei Paschi (1970-75).
Dal 1971 al 1984, assunta la direzione della rivista “Democrazia e diritto”, impresse al periodico una vivace apertura verso i temi della riforma delle istituzioni e dell'amministrazione, chiamando a collaborarvi soprattutto la nuova generazione dei giuristi progressisti italiani. Anche in virtù di questo impegno, dal 1982 al 1985 fu incaricato di dirigere la commissione del PCI per la riforma della pubblica amministrazione. Nel 1975 fu eletto nelle liste comuniste consigliere regionale della Toscana, carica che mantiene sino al 1982. Nel frattempo diresse (1972-77) anche un gruppo di ricerca CNR sulla storia dei partiti popolari in Sardegna, che ha prodotto contributi sulla storia politica dell'isola in età contemporanea.
Nell'ambito dell'ateneo senese fondò il Dipartimento di studi politici e di storia politico-giuridica, divenendone il direttore nel triennio 1984-87. Dal 1982 è a Siena membro della Commissione di ateneo. Membro della commissione tecnico-scientifica del Dipartimento della funzione pubblica per la riorganizzazione della Scuola superiore della pubblica amministrazione (1988), nello stesso periodo fu anche membro del Consiglio superiore della pubblica amministrazione. Sempre negli anni 1980 si collocò anche il suo impegno nell'ambito della ricerca CNR sulla “Leopoldina” (“Criminalità e giustizia criminale nelle riforme del '700 europeo”), iniziativa capace di raccogliere studiosi italiani e stranieri e culminata in una sequenza di volumi che forniscono un esaustivo quadro d'insieme sul diritto e sulla giustizia criminale del Settecento europeo. Dal 1986 fu anche membro della Commissione ministeriale per lo sviluppo dell'università.
Proseguì intanto la sua attività scientifica, rivolgendosi sempre più ai temi della riforma istituzionale e costituzionale. I suoi scritti degli anni 1970 e '80 vertono sul Parlamento, sullo Stato delle autonomie (Regioni a statuto ordinario, enti locali), sul ruolo dei partiti nella democrazia di massa, sulle riforme istituzionali, sul garantismo e i diritti dei cittadini, infine sull'autonomia degli ordinamenti universitari e sulle riforme organizzative degli atenei.
Dopo un periodo di pubblicazioni, nel 1985 fu eletto rettore dell'Università di Siena.

### Anni 1990
Nel 1991 pubblicò, negli Scritti in onore di Domenico Maffei, un saggio sull'autonomia universitaria tra la legge Casati e la riforma Gentile. Nel 1998 curò con Antonello Mattone, nella Storia d'Italia. Le regioni dall'Unità ad oggi, il volume dedicato alla Sardegna.
Nel 1993, lasciando il rettorato di Siena, accettò la designazione a ministro dell'università e della ricerca scientifica offertagli dal Presidente del Consiglio dei ministri Carlo Azeglio Ciampi, dimettendosi però immediatamente dall'incarico, insieme al compagno di partito Vincenzo Visco, per sopravvenute difficoltà politiche.
Nel 1994 si candidò alla Camera come capolista progressista nella circoscrizione della Toscana. Eletto, tornò a far parte della Commissione Affari costituzionali e assunse la guida del gruppo dei deputati “progressisti-federativo”. Ricandidatosi nel 1996, fu eletto nel collegio di Firenze 1. Alla formazione del governo Prodi I (1996-1998), successiva alle elezioni, fu nominato ministro della pubblica istruzione e, ad interim, anche dell'università e della ricerca, mantenendo il primo incarico governativo anche nei governi successivi per quasi tutta la legislatura, fino al 2000.
Fu durante questo periodo che, in quanto ministro dell'istruzione, promosse la riforma della scuola che porta il suo nome.
Nel corso della sua attività di governo tenderà a introdurre nel campo dell'istruzione e della ricerca innovazioni profonde, tutte all'insegna dell'adeguamento alle esigenze nuove di una società in rapida trasformazione, sempre più integrata nella cornice europea e mondiale e segnata dall'economia della conoscenza. Rifletterà su questa fase nel volume La nuova scuola (Laterza, 2001). È sua la formulazione del nuovo esame di maturità, in vigore dal 1999.

### Anni 2000 e 2010
Nel 2000-2001 fu presidente della XIV commissione permanente della Camera “Politiche dell'Unione europea”.
Nel 2001 fu eletto al Senato della Repubblica nel Collegio di Pisa; chiamato a far parte della VII Commissione permanente Istruzione pubblica e ricerca e della Giunta per gli affari delle comunità europee.
Nel 2002 fu eletto dal Parlamento come membro laico del Consiglio superiore della magistratura per il quadriennio 2002-2006 con 615 voti, in quota DS.
Nel nuovo incarico mette a frutto sia le sue profonde conoscenze giuridiche sia la sua vasta esperienza delle istituzioni, nonché la spiccata sensibilità per i temi dell'Europa unita. In questa prospettiva, in particolare, favorì nel 2004 la nascita della Rete europea dei Consigli di giustizia (ENCJ), che raggruppa le rappresentanze degli organi di autogoverno della magistratura negli Stati membri dell'Unione europea e di cui fu il primo presidente, fino al 2007. Fu anche presidente dei comitati per la diffusione della musica e della cultura scientifica e tecnologica nelle scuole superiori istituiti dal Ministero dell'istruzione.
Nel 2006 fonda e  presiede fino all'ottobre 2023, presso il Ministero dell'Istruzione, il Comitato nazionale per l'apprendimento pratico della musica del quale fanno parte docenti, pedagogisti, didatti, artisti. Tale Comitato ha lo  scopo di dare supporto, consulenza, progettazione, coordinamento all'amministrazione centrale, con l'obiettivo che la musica sia appresa, vissuta e accolta da tutti gli studenti, fin dalla scuola dell'infanzia, con modalità di apprendimento che considerino lo sviluppo globale della persona e la formazione del cittadino.
Nel 2007 fu Presidente della commissione di garanzia del costituendo Partito Democratico.
Nell'aprile del 2009, all'età di 77 anni, accettò la candidatura al Parlamento europeo per il PD come capolista per la circoscrizione nord-est, risultando quindi eletto europarlamentare per l'Italia nella VII legislatura (2009-2014).

### Altre attività
Nel 2010 ha firmato il manifesto del Gruppo Spinelli per un'Europa federale.
Nel 2019 il Trinity College di Londra, una delle più prestigiose organizzazioni internazionali nel campo della diffusione e della certificazione della lingua inglese e della musica a scuola, gli assegnò il premio per il Progetto Lingue 2000 la cui finalità principale era fornire agli studenti la possibilità di conseguire una certificazione delle competenze linguistiche secondo quanto definito dagli standard stabiliti dal Consiglio d’Europa. Fu pertanto Honorary Fellow del Trinity College London.

### Ritiro e morte
Dopo aver diradato negli anni le sue apparizioni in pubblico, Luigi Berlinguer è morto il 1º novembre 2023 a Siena all'età di 91 anni. I funerali in forma privata si tengono due giorni dopo a Siena.

## Archivio

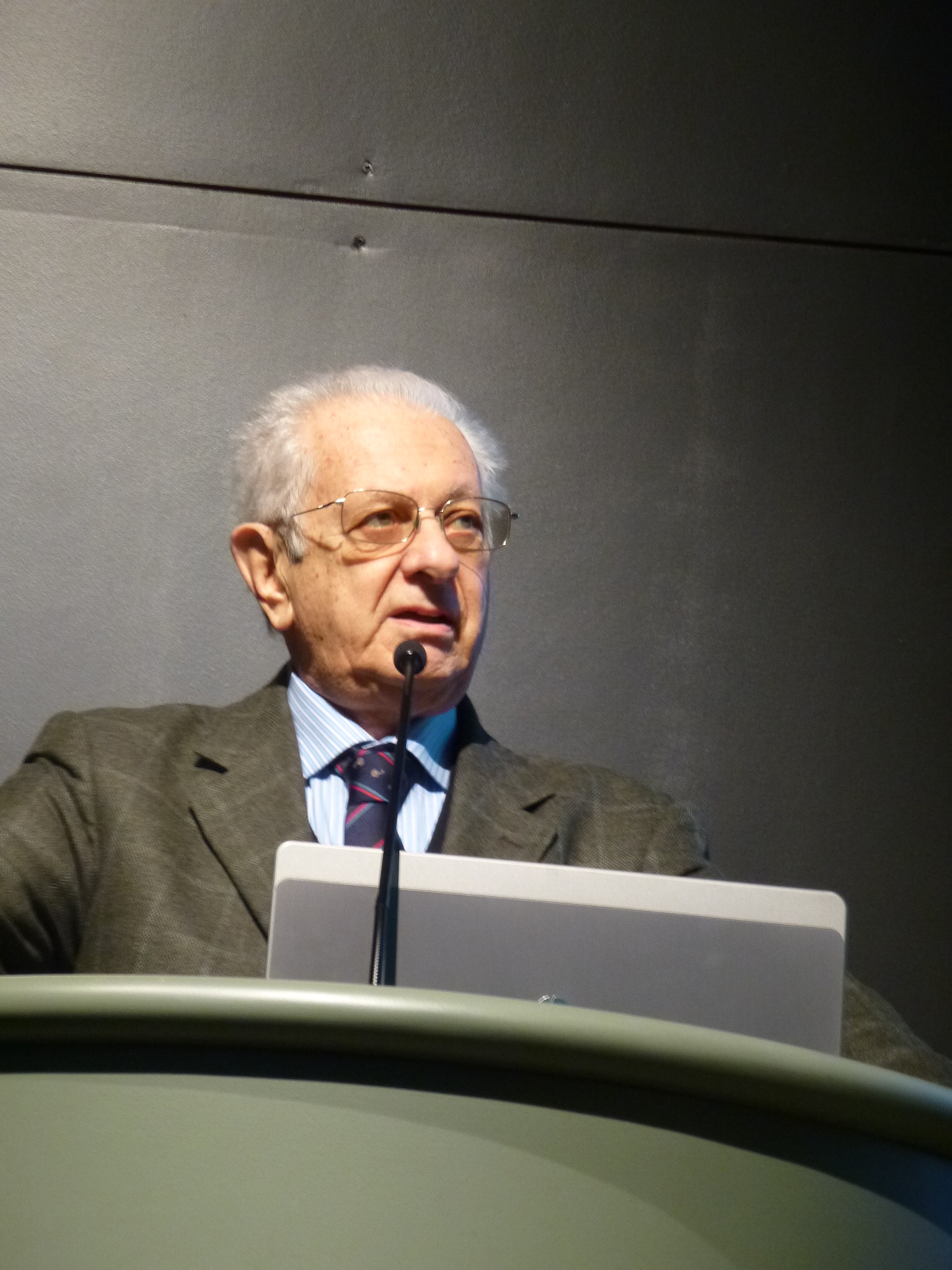
Luigi Berlinguer al convegno Tablet School 2013, Bergamo

L'archivio di Luigi Berlinguer è costituito da due fondi distinti. Il primo fondo, con documentazione che va dal 1952 al 2002, donato dallo stesso Berlinguer, è conservato presso l'Archivio Storico Movimento Operaio Democratico Senese (ASMOS). Il secondo fondo, che comprende la documentazione dagli anni 1960 ai '90, è conservato presso la Biblioteca del Circolo giuridico della Facoltà di giurisprudenza dell'Università degli studi di Siena; anche questo fondo fu donato dallo stesso Berlinguer unitamente a un fondo librario di 1274 volumi e ad alcune annate di periodici.

## Pubblicazioni
- Alcuni documenti sul moto antifeudale sardo nel 1795-'96, in “La Sardegna del Risorgimento”, a cura del Comitato Sardo per le celebrazioni del Centenario dell'Unità, Gallizzi, Sassari 1962, pp. 1–34
- Ricordo di Antonio Era, in “Ichnusa”, X (1962), n. 3-4, pp. 129–132
- Storia antica e moderna, in Sardegna. Un popolo una terra a cura di F.M. Stevani, vol I, Istituto Editoriale Italiano, Milano 1963, pp. 331–397
- D.A. Azuni e gli Stati Uniti d'America, in “Studi Senesi”, 1964, II pp. 151–196
- Alle origini della questione sarda, in “Studi sardi”, XX, 1966, pp.1–9
- D.A. Azuni giurista e politico (1749/1827). Un contributo bio-bibliografico, Giuffrè, Milano 1966, pp. XIV-291
- Sui progetti di codice di commercio del regno d'Italia (1807/1808), Giuffrè, Milano 1970, pp. 168
- Giustizia e potere, in “Democrazia e diritto”, XII, 1971, 4, pp. 425–431
- Considerazioni su storiografia e diritto, in “Studi Storici”, XV, 1974, I, pp. 3–56
- Fermenti di democrazia istituzionale nella Resistenza italiana, in “Fascismo, lotta di liberazione, dopoguerra”. Comitato regionale per il 30º Anniversario della resistenza e liberazione dell'Italia, Regione Toscana, Firenze 1975 pp. 176–197
- Strumenti giuridici per la moralizzazione della vita pubblica, XI Convegno Nazionale, Comitati di azione per la Giustizia, Reggio Emilia, 24-26 ottobre 1975, pp. 3–11
- Democrazia e diritto. I compiti attuali della cultura giuridica marxista. Relazione di apertura. Bari, De Donato, pp. 31–57
- Riqualificazione del soggetti di intervento pubblico nell'economia in “Democrazia e diritto”, 1976, I, pp. 183–199
- Dialettica parlamentare e unificazione politica in “Democrazia e diritto”, 1976, pp. 454–474
- Una riflessione sulla metodologia della storia in Sardegna, in “Archivio sardo del movimento operaio, contadino, autonomistico”, 1976, 6/7, pp. 1-6
- Prefazione a G.Fois, E. Pilia, I giornali sardi 1900-1940. Catalogo, Edizioni Della Torre, Cagliari, 1976, pp. 9–13
- Prefazione F. Manconi, G. Melis, G. Pisu, Storia dei partiti popolari in Sardegna, 1890-1926, a cura di Luigi Berlinguer, Editori Riuniti, Roma 1977, pp. VII-XXVIII
- I comprensori, in “Dimensioni”, II, 1977, n. 3, pp. 7–21
- Una filosofia positiva dell'istruzione superiore, in “Città e regione”, 5, 1977, pp. 15–29
- Intervento in Opocher, Benvenuti, Berti, Cavallari, Gallo, Giustizia e Resistenza, Marsilio, Padova 1977, pp. 178–181.
- Università di Massa, professioni, dipartimenti, in Achille Occhetto e altri, “Dialogo sul movimento”, De Donato, Bari 1978, pp. 143–162
- Giorgio Giorgetti: il teorico e il politico, in G.Giorgetti, Note sulla religione nel pensiero marxista e altri scritti politici, Guaraldi Firenze 1977, pp. 127–143
- Democrazia ed efficienza, unità e autonomia nello sviluppo istituzionale del paese, in “Critica marxista”, 1977, 4-5, pp. 27–66.
- Chi ha paura della democrazia organizzata, in “Quale riforma dello Stato? La politica istituzionale delle sinistre nel dibattito di Mondoperaio”, “Quaderni di Mondoperaio” 1978, pp. 49–61
- Il problema dello Stato oggi, in “Democrazia e diritto” n.s. III (1978), n. 1, pp. 5–19
- Comuni e zone ottimali di intervento. Una nuova geografia istituzionale del governo locale, editoriale in “Democrazia e Diritto”, n.s. III (1978), n. 3, pp. 357–367
- Il momento delle riforme, in “Democrazia e diritto”, n.s. III, (1978), n. 2, pp. 196–206
- Presente e futuro delle istituzioni comunitarie, in “Democrazia e Diritto”, 1978, 5/6, pp. 661–683
- Diritto e politica. Relazione di apertura, Bologna, CLUEB, 1979, pp. 11–20
- Parlamento e governo: alcune ipotesi di adeguamento della Costituzione in “Democrazia e Diritto”, n.s. VI (1981), n. 3, pp. 11–41
- Il governo delle aree metropolitane, pp. 135–167, in “Governare la democrazia. Problemi della rappresentanza nelle aree metropolitane”, a cura di Silvano Belligni, F. Angeli, Milano 1981
- Istituzione delle Associazioni Intercomunali, in una pubblicazione con lo stesso titolo, Regione Toscana, Giunta regionale, Firenze 1981, pp. 11–36
- Garanzie formali e politicità dello Stato, le istituzioni italiane, in “Critica Marxista”, 4, 1982 (luglio-agosto), pp. 29–52
- Le regioni fra potere centrale e potere locale, relazione pubblicata dal Consiglio regionale della Toscana in “Materiali di una ricerca”, Firenze, 1982, p.p. 1.51.
- L. Berlinguer, Emigrare (con le pecore) in Toscana, in “Ichnusa. Rivista della Sardegna”, I (1982), n. 1, pp. 63–78
- Sulla sperimentazione didattica ed organizzativa nelle Università, in “Rassegna sulla sperimentazione organizzativa e didattica nelle Università”, pubblicato dal Ministero della Pubblica istruzione Torino-Roma, 1, 1982, pp. 24–31
- L'autonomia sarda nel sistema italiano delle autonomie, in La Sardegna, a cura di M. Brigaglia, con la collaborazione di A.Mattone e G.Melis, 2, La cultura popolare, l'economia, l'autonomia, Edizioni della Torre, Cagliari, 1982, pp. 67–72, della sezione.
- Partito di massa e forme snodate di organizzazione, in "Democrazia e Diritto", 1983, 1, pp. 19–40
- La riforma istituzionale, in AA. VV, “Innovazioni politiche e trasformazioni sociali nell'Italia degli anni'70”, F.Angeli Editore, Milano, 1983, pp.
- Dalla parte del cittadino. Amministrazione pubblica e nuovi diritti, in “Democrazia e Diritto”, 1984, nn. 1-2, pp. 167–183
- La “Leopoldina”. Criminalità e giustizia criminale nelle riforme del Settecento europeo. Ricerche coordinate da Luigi Berlinguer, Milano,
- :1. Introduzione a “La Leopoldina”. Criminalità e giustizia criminale nelle riforme del settecento europeo, interventi di Luigi Berlinguer, P. Costa, P. Schiera, M. Mirri, P. Robert, M. Sbricioli, F. Cordero, Giuffrè, Milano, 1990, pp. 1–31
- :5. La “Leopoldina” nel diritto e nella giustizia in Toscana, a cura di Luigi Berlinguer e Floriana Colao, Giuffrè, Milano, 1989
- :9. Crimine, giustizia e società veneta in età moderna, a cura di Luigi Berlinguer e Floriana Colao, Giuffrè, Milano, 1989
- :10. Illuminismo e dottrine penali, a cura di Luigi Berlinguer e Floriana Colao, Giuffrè, Milano, 1990
- :11. Le politiche criminali nel xviii secolo, a cura di Luigi Berlinguer e Floriana Colao, Giuffrè, Milano, 1990
- :12. Criminalità e società in età moderna, a cura di Luigi Berlinguer e Floriana Colao, Giuffrè, Milano, 1991
- L'autonomia Universitaria tra legge Casati e riforma Gentile – prime considerazioni, in “Scritti di storia del diritto offerti dagli allievi a Domenico Maffei”, a cura di Mario Ascheri, Padova 1991, pp. 557-577
- L'autonomia statuti e regolamenti, articolo apparso nel volume “Università oggi: L'avvio di una fase costituente” a cura di Mario Mirri e Duccio Balestracci, F.Angeli editore, Milano 1991, pp. 41–54
- Autonomia, responsabilità, organizzazione didattica nella nuova università italiana; presentato all'assemblea nazionale “L'Autonomia delle Università: un obiettivo immediato”, Brescia 18-19 dicembre 1992 (N.B. gli atti di questo convegno sono stati editi, non si capisce bene cosa sia?)
- L. Berlinguer, A.Mattone, L'identità storica della Sardegna contemporanea, in Storia d'Italia. Le regioni dall'Unità a oggi. La Sardegna, a cura di Luigi Berlinguer e Antonello Mattone, Giulio Einaudi Editore, Torino, 1998, pp. XIX-XLVIII
- La scuola nuova, Roma- Bari, Laterza 2001. pp. XV-180
- Presentazione a François Dubet, “Perché cambiare la scuola?” Libri Liberi, Firenze 2002, pp.
- Luigi Berlinguer e Allegra Canepa, Scuole di specializzazione per le professioni legali: prospettive di riforma? in “Il Foro Italiano”, V, (2003), pp. 3–11
- Educazione a cicli aperti e qualità dell'istruzione nella società della conoscenza; lectio pronunciata il 12 novembre 2004 nell'Aula Magna dell'Università degli Studi Roma Tre in occasione della cerimonia per il conferimento della laurea honoris causa in Scienze dell'Educazione. In “Cadmo”, anno XII, 2, 2004, F.Angeli, pp. 7–15
- Cinque voci sulla prospettiva europea nella relazione del CSM al Parlamento circa lo stato dell'amministrazione della giustizia nell'anno 2003; commento alla Relazione al Parlamento sullo stato dell'amministrazione della giustizia – anno 2003 - in “Contratto e Impresa / Europa” - 2 anno nono, a cura di F.Galgano e M.Bin, Cedam 2004. pp. 964–970
- I tempi della giustizia: una priorità assoluta, in “Democrazia e diritto”, n.s. XXX (2005), n. 2, pp. 9–31
- Università e Città, Una Benefica crescita di qualità in “Il Ponte”, LXII, (2006), n.5-6, pp. 140–164
- The Bologna Declaration Seven Years Later - Fondazione Calouste Gulbenkian Lisbona 11 luglio 2006 in via di pubblicazione
- European Views on the Political Future of Universities - The Politics of European Universities, in “The Politics of European University Identity – Political and Academic Perspectives”, Università degli Studi di Bologna, Bononia University Press 2006, pp. 107–128
- Equity and the Role of Assessment in Italian Educational Policy in “Cadmo”, anno XIV, 2, 2006, F.Angeli, pp. 5–16
- La tutela dei diritti ed i tempi della giustizia, a cura di Luigi Berlinguer e Giuseppe Santalucia, Rubbettino Editore, Soneria Mannelli, 2006, pp. 289
- “Un altro modo di apprendere. Scuola di qualità per tutti.” Articolo pubblicato su studi e documentazioni degli ANNALI della pubblica istruzione – Le Monnier Edizione – 115-116/2006, pp. 74– 78
- Presentazione del documento del Gruppo di Lavoro per lo sviluppo della cultura scientifica e tecnologica. Intervento pubblicato sul volume n. 1 del 2007 degli ANNALI della Pubblica Istruzione – Le Monier Edizione, pp. 1–2
- Omaggio a LUIGI NONO – “Al gran sole carico d'amore” – Contributo di Luigi Berlinguer – Edizioni Colophon Belluno– 2007, pp. 25–31
- “Autonomia scolastica: la vera priorità per una scuola dell'equità e della qualità” articolo pubblicato sulla Rivista dell'Autonomia Scolastica, 2007, pp. 1–6
- “Education, education, education”, In “Italianieuropei” n. 4/2007, pp. 107–116

## Onorificenze
La rilevante attività accademica gli ha valso l'attribuzione di vari riconoscimenti, tra i quali la Laurea honoris causa Legum Doctoris nell'Università di Toronto; la Laurea honoris causa nell'Universidad Nacional de La Plata; la Laurea honoris causa dell'Université René Descartes di Parigi (Paris V); la Laurea honoris causa nell'Universidad de Buenos Aires; la Laurea honoris causa in scienza della formazione nell'Università di Roma III.